# Ballets Russes
A Ballets russes opera- és balett-társaság, amelyet 1907-ben alapított Szergej Pavlovics Gyagilev a szentpétervári Mariinszkij Színház legjobb tagjaival. 1909-ben a társaság nemzetközi turnéra indult. 1911-ben Gyagilev megszakította a kapcsolatot a Császári Balettel. A társulat független magántársulattá alakult, amely Monte Carlóban, Párizsban és Londonban lépett fel, anélkül, hogy valamelyik színházhoz csatlakozott volna.
Kezdetben a Szergej Gyagilev által elképzelt Ballets russest a 20. század legbefolyásosabb balett-társaságának tekintették, részben azért is, mert elősegítette a fiatal koreográfusok, zeneszerzők, tervezők és táncosok művészeti együttműködését több területen. Gyagilev zeneszerzőktől, például Igor Sztravinszkijtől, Claude Debussytől, Szergej Prokofjevtől, illetve Kandinszkij, Alexandre Benois, Pablo Picasso és Henri Matisse képzőművészektől, valamint Bakst Léon és Coco Chanel jelmeztervezőktől rendelt műveket.
A társulat előadásai hatalmas sikernek örvendtek, a táncművészet megújítását, felfrissítését érték el, felhívták a nyilvánosság figyelmét a művészekre, és jelentősen befolyásolták a zenei kompozíciót. Ezek mellett az amerikai és az európai közönségnek olyan mese-, zene- és látványelemeket mutattak be, amelyek az orosz folklórból származnak. A társaság hatása napjainkig tart.

## Fordítás
Ez a szócikk részben vagy egészben  a   Ballets russes című román Wikipédia-szócikk ezen változatának fordításán alapul.  Az eredeti cikk szerkesztőit annak laptörténete sorolja fel. Ez a jelzés csupán a megfogalmazás eredetét és a szerzői jogokat jelzi, nem szolgál a cikkben szereplő információk forrásmegjelöléseként.